# Ябо, Райнхольд
Райнхольд Ябо (нем. Reinhold Yabo; родился 10 февраля 1992 года в Альденхофене, Германия) — немецкий футболист. Играл на позиции опорный полузащитник .
Родители Райнхольда — выходцы из Конго.

## Клубная карьера

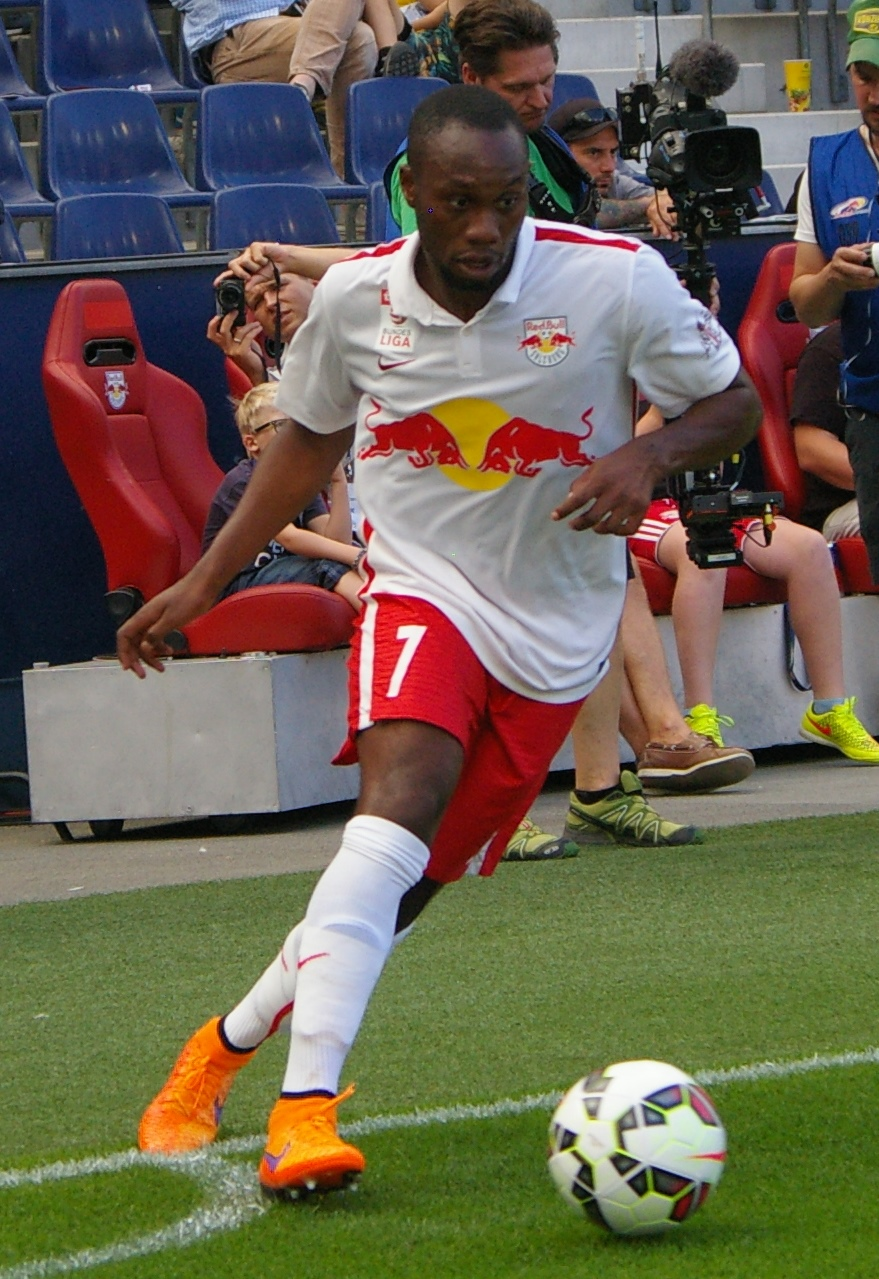
Ябо в составе «Ред Булл Зальцбург»

Ябо — воспитанник клуба «Кёльн». 16 апреля 2010 года в матче против «Бохума» он дебютировал во Бундеслиге, заменив во втором тайме Зорана Тошича. Летом 2011 года для получения игровой практики Райнхольд на правах аренды перешёл в «Алемания». 24 июля в матче против брауншвейгского «Айнтрахта» он дебютировал во втором дивизионе Германии. После возвращения из аренды Ябо так и не смог пробиться в основу «Кёльна» и летом 2013 года Райнхольд присоединился к «Карлсруэ». 21 июля в матче против «Франкфурта» он дебютировал за новую команду. 14 февраля 2014 года в поединке против «Гройтера» Райнхольд забил свой первый гол за «Карлсруэ».
Летом 2016 года Ябо перешёл в австрийский «Ред Булл Зальцбург». 21 сентября в матче Кубка Австрии против «Маннсдорфа» он дебютировал за новую команду. В этом же поединке Райнхольд забил свой первый гол за «быков».
В начале 2017 года Ябо для получения игровой практики на правах аренды перешёл в билефельдскую «Арминию». 29 января в матче против «Карлсруэ» он дебютировал за новую команду. 17 апреля в поединке против «Штутгарта» Райнхольд забил свой первый гол за «Арминию». По окончании аренды Ябо вернулся в «Ред Булл». 22 июля в матче против «Вольфсберга» Райнхольд забил свой первый гол за «быков».
В январе 2019 года он вернулся в «Арминию Билефельд», за которую уже играл в аренде в сезоне 2016/17. В конце сезона 2020/21 по согласованию с клубом он расторгнул контракт, который действовал до 2022 года из-за хронических проблем со здоровьем (особенно с коленом) и объявил о завершении своей профессиональной карьеры.

## Международная карьера
В 2009 году в составе юношеской сборной Германии Ябо принял участие в юношеском чемпионате мира в Нигерии. На турнире он сыграл в матчах против Нигерии, Аргентины, Гондураса и Швейцарии.